# 가래떡
가래떡은 물에 불린 멥쌀을 빻은 가루에 다시 일정량의 물을 부어 반죽한 다음 쪄내 길쭉하게 뽑아낸 떡이다. 흰떡으로도 부른다. 설날에 먹는 명절 음식이며, 정월 시식의 하나이다. 떡국을 끓이는 데 쓰려고 어슷썬 것은 떡국떡으로도 부른다.

## 역사
1819년 《열양세시기》에는 "권모(拳摸, 비빈떡, 흰떡)"라는 이름으로 언급된다.
1849년 《동국세시기》에 "흰떡(白餠)"이라는 이름으로 언급되며, 떡국에 끓였으므로 "습면 (濕麵)"이라고도 불렀다고 나온다.

## 만들기
멥쌀가루를 체에 쳐서 물로 고수레를 한 다음, 시루에 찐 다음 안반(떡판)에 올려 놓고 꽈리가 일도록 오랫동안 메로 치고, 손으로 둥글고 길게 늘여 만든다. 현대에는 주로 기계를 이용하여 가래떡을 만든다. 과거에는 "흰떡"으로도 불릴 정도로 주로 흰색으로 만들었으나, 현대에는 녹색, 붉은색, 노란색 등 색을 넣어 만들기도 한다.
떡볶이용으로 얇게 뽑은 가래떡은 떡면 또는 떡볶이떡이라 불리며, 쌀가루 외에도 밀가루 등으로 생산된다.

## 요리
- 떡국
- 떡볶이
- 떡수단
- 흰떡국수

요즘에는 떡볶이, 떡국 말고도 닭강정이나 닭튀김, 갈비 등에도 가래떡이 어울려 나오기도 하며, 치즈, 그라탱 등의 서양음식과 함께 요리하는 등 그 쓰임이 확대되고 있다.

## 문화
기다란 모양의 가래떡은 장수를 기원하는 음식이다. 부모의 장수를 빌 때 긴 가래떡 위에 오색실을 감아 큰 상 위에 올리기도 하며, 설날에 가래떡으로 떡국을 끓여 먹는 것도 장수를 기원하는 풍습이다.

## 같이 보기
- 떡면(떡볶이떡)